# Věta (hudba)
Věta v hudbě představuje část či oddíl rozsáhlejší kompozice, užívaný většinou pro instrumentální skladby typu symfonie.
Slovo „věta“ bylo pro tento účel zvoleno pravděpodobně vzhledem k potřebě vyjádřit skutečnost, že v podobných typech skladeb je zpracované téma součástí většího celku a v hudebním jazyce klasické stavby takové kompozice je vyjádření hudební myšlenky coby narativního melodicko-harmonického celku podobné jako v řeči.
V hudební literatuře mívá „věta“ jednotlivé významy též posunuty či chápány odděleně, a to např. jako:
- „způsob skladby či psaní skladby“
- „melodický celek uzavřený závěrem, kadencí“
- „hudební myšlenka, téma, idea“
- „samostatný oddíl“
- „fráze“ či „perioda“
- „mouvement“ z francouzštiny coby „hnutí“ ve smyslu pohybu
- „kus“[1]

V současné době se pro hudební větu volí převážně označení část (part) nebo fráze.[zdroj?]
Frázování je členění melodie skladby v menší samostatné celky – fráze.